# 가자하야촌
가자하야촌(風早村)은 지바현 히가시카쓰시카군에 일찍이 존재했던 촌이다. 현재의 지바현 가시와시 남동부에 해당한다.

## 역사
- 1889년 4월 1일 - 정촌제 시행에 의해 미나미소마군 가자하야촌이 성립하였다.
- 1897년 4월 1일 - 히가시카쓰시카군에 편입되었다.
- 1955년 3월 30일 - 데가촌과 합병해 쇼난촌이 되어 소멸하였다.
- 1964년 2월 1일 - 쇼난촌이 정으로 승격해 쇼난정이 되었다.
- 2005년 3월 28일 - 쇼난정이  가시와시에 편입되었다.

## 교통

### 철도
- 도부철도
  - 노다선